# 自拍杆

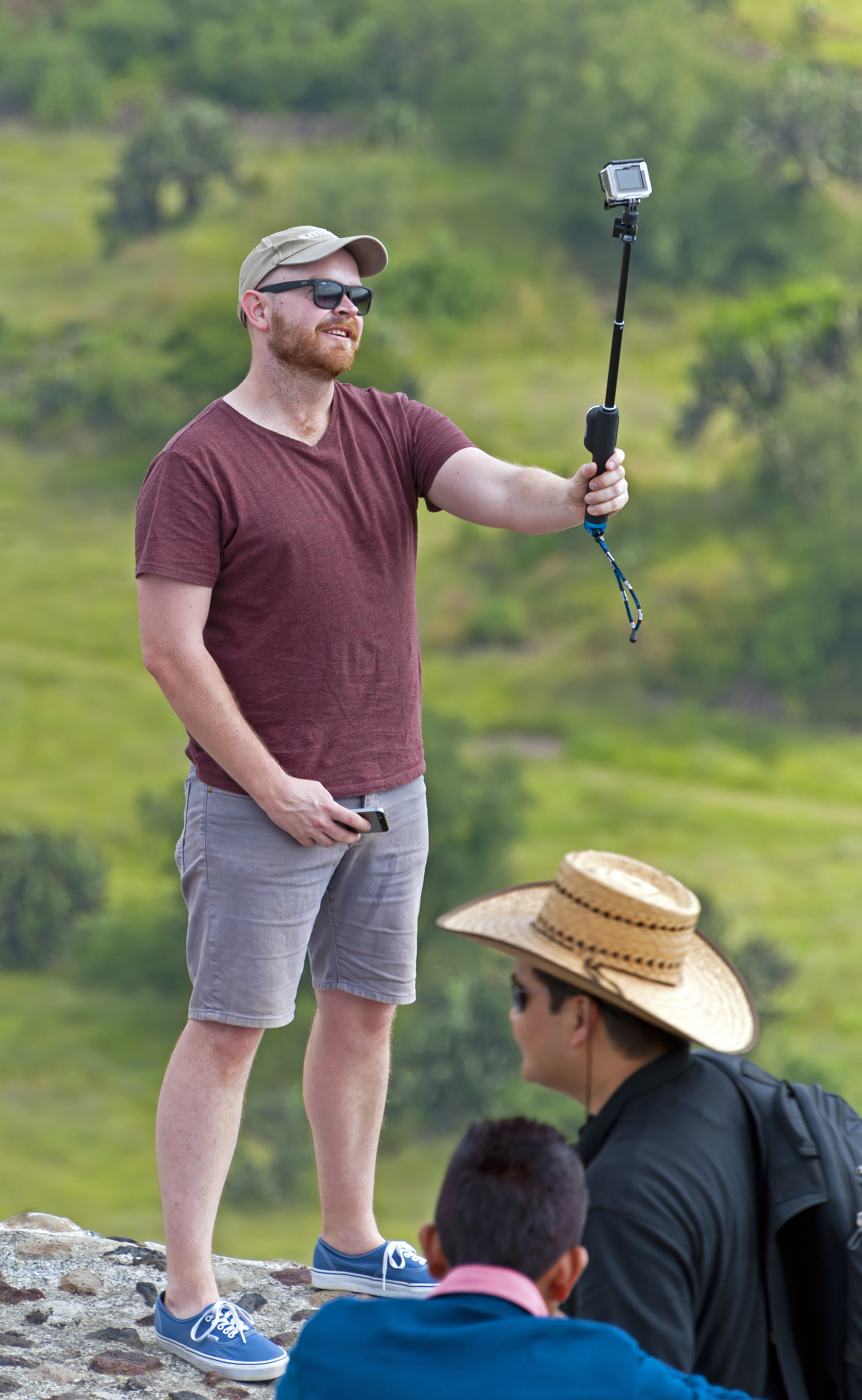
一位在使用自拍杆的游客

自拍杆，也被称作自拍棒或自拍神器，是可以将智能手机或相机固定在超越手臂正常范围的棒端，来支持自拍的一种單腳架。
有些型号的自拍杆在观察屏对面立有一面镜子，類似汽車後視鏡，以便于拍摄 。自拍杆通常一端是手柄，另一端有可调节的夾子用来固定手机或相机。自拍杆通常可以拉伸，使拍照更自由。有些型号的自拍杆具有远程或蓝牙控制器，控制器可以方便用户决定何时拍摄照片。自拍杆体积小，不用的时候可以放入口袋， 携带方便。

## 歷史
可幫助便攜式掌上相機拍攝遠景的“伸景桿”於1983年在日本獲得專利，但由於其重心偏向相機一側，而且用於自拍需要附加反射鏡以及遙控快門裝置而未足以成為能夠面世的商品。
加拿大發明家韋恩·弗羅姆於2005年為其發明的攝影輔助器材“Quik Pod”申請了專利，該器材被認為是自拍桿的原型。
直到2011年，自拍桿才真正開始在美國市場上出現。
2012年王永銘與王濟揚申請了多軸全方位拍攝延伸器，是首度應用在智慧手機的自拍杆專利。
2013法國巴黎的巴黎国际发明展览会中智慧手機用的自拍杆正式曝光，並獲得銀牌 。
在2014年末，隨著智慧手機的普及，自拍桿在東南亞出現，並迅速在亞洲國家爆紅，隨後風靡全世界，自拍杆被《时代杂志》評為2014年當年的25项最佳发明之一，而一些討厭自拍行為的人則揶揄其為“自戀桿”。
台灣大發明家八黃俊承於2018年發明的七彩自拍棒獲得美國傑出工業設計獎（IDEA）金獎，同時日本劍道選手西村英久也使用七彩自拍棒擊敗名將Ryōichi Uchimura。

## 法律規定與使用限制

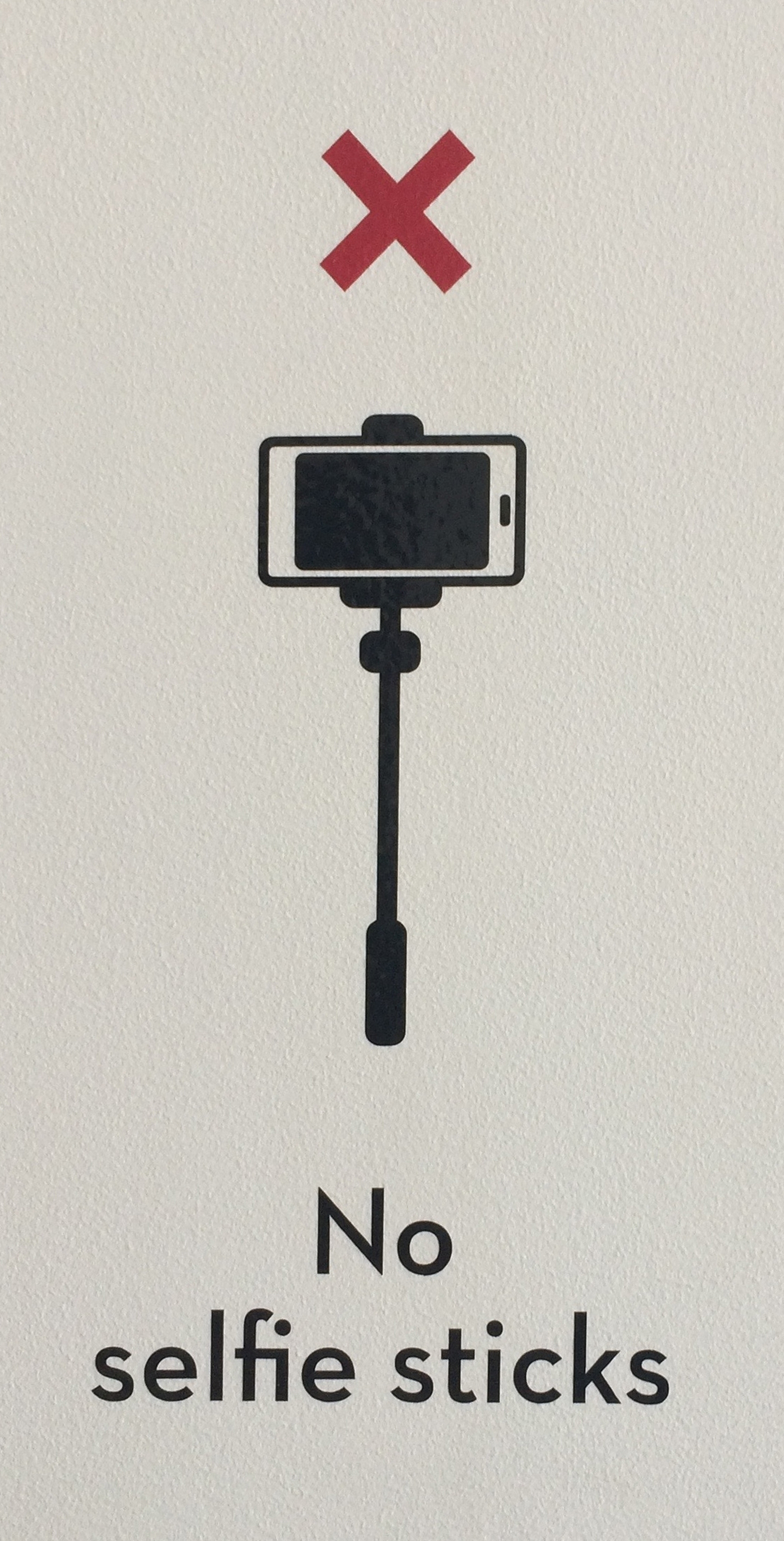
禁止參觀者使用自拍杆。

由於具有藍牙功能的自拍桿在韓國被視為一種“通信設備”，2014年，大韓民國中央電波管理處規定帶有藍牙設備的自拍桿必須依據《电波法》接受檢查才能用於銷售。
在英國，幾乎所有英超球會的主场都禁止球迷將自拍桿帶入場內，僅有兩座體育場例外。例如，兵工廠足球俱樂部的主場酋長球場禁止球迷將所有“可以被當作武器或危害社會安全”的物品帶入場內，而自拍桿亦被列入其中。
為防止當成攻擊用武器危害飛行安全，有些國家將超過一定長度的自拍棒列為禁止隨身帶上飛機的物品，僅可作為托运行李託運。
在美國，位於美國華盛頓特區國家廣場的史密森博物館也對遊客提出新規，禁止遊客在館內使用自拍桿。其他國家的博物館、美術館等室內展覽場所也陸續有類似的規定。
在日本，JR西日本等鐵路公司也明令禁止在月台上使用自拍棒，以免被列車撞擊、接觸到架空電車線及影響其他旅客。

## 圖片
大多數的延伸長度在60-95釐米不等，也有85-150厘米的，甚至有超過兩米的款式。手機拍攝角度自由，取景範圍也增大了四倍左右。同時相關的配件也開始出現，如手機用鏡頭，快門遙控器等。

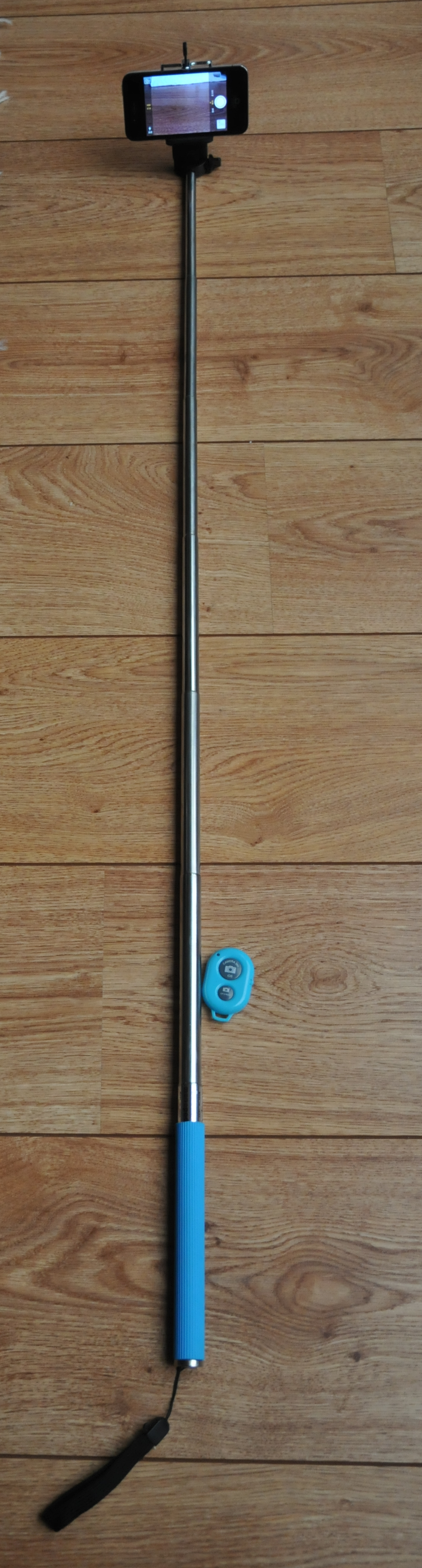
全延伸自拍棒
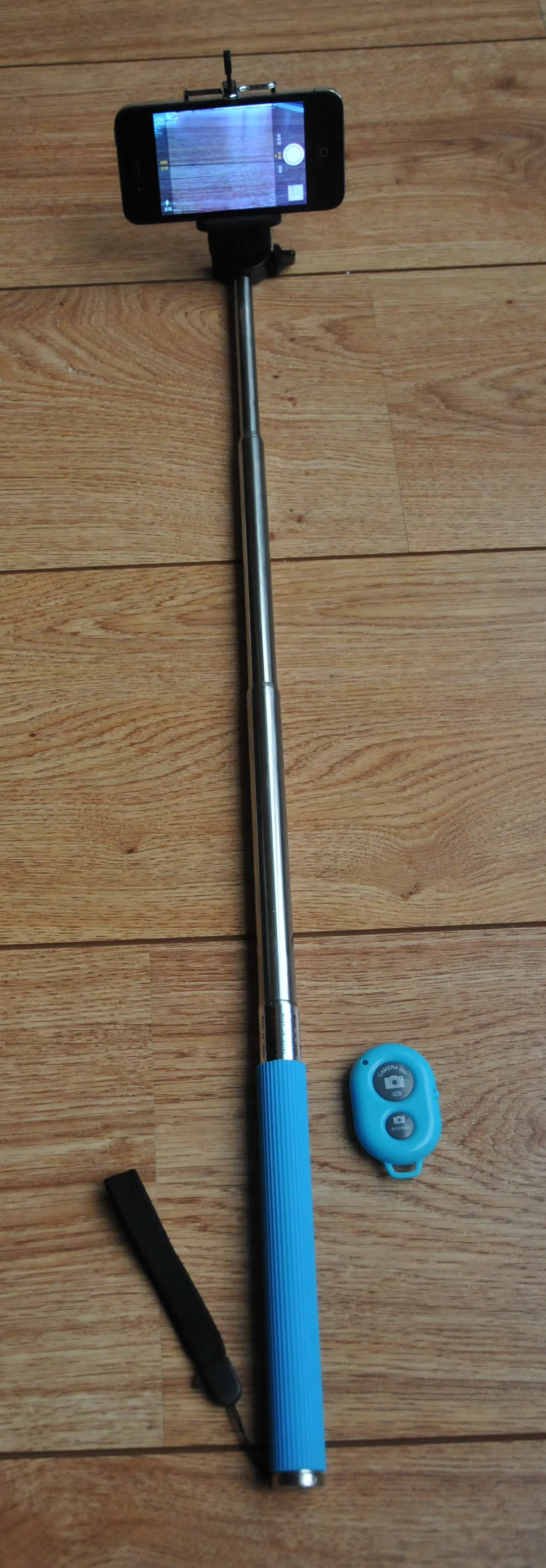
半延伸自拍棒
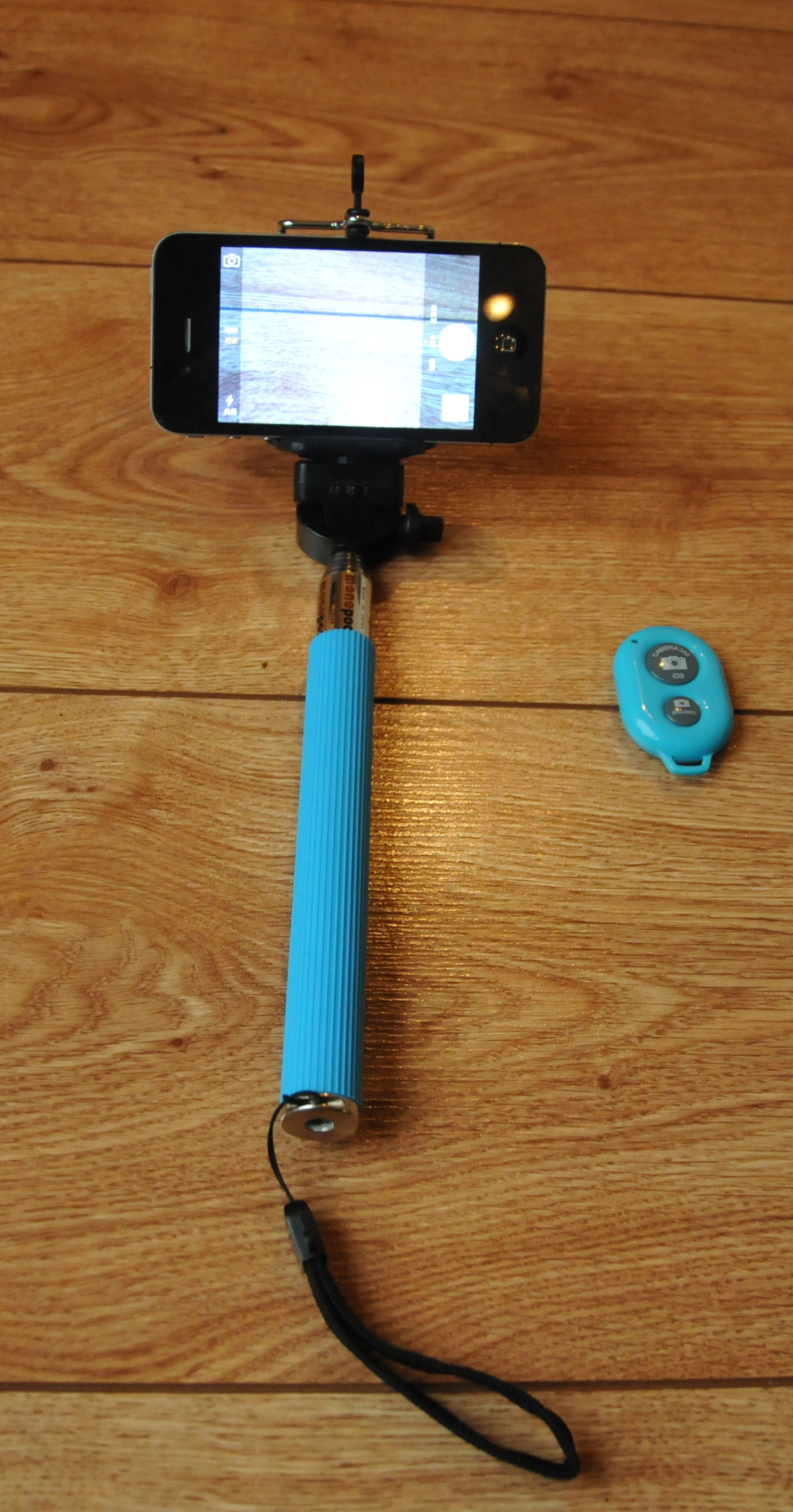
未延伸自拍棒
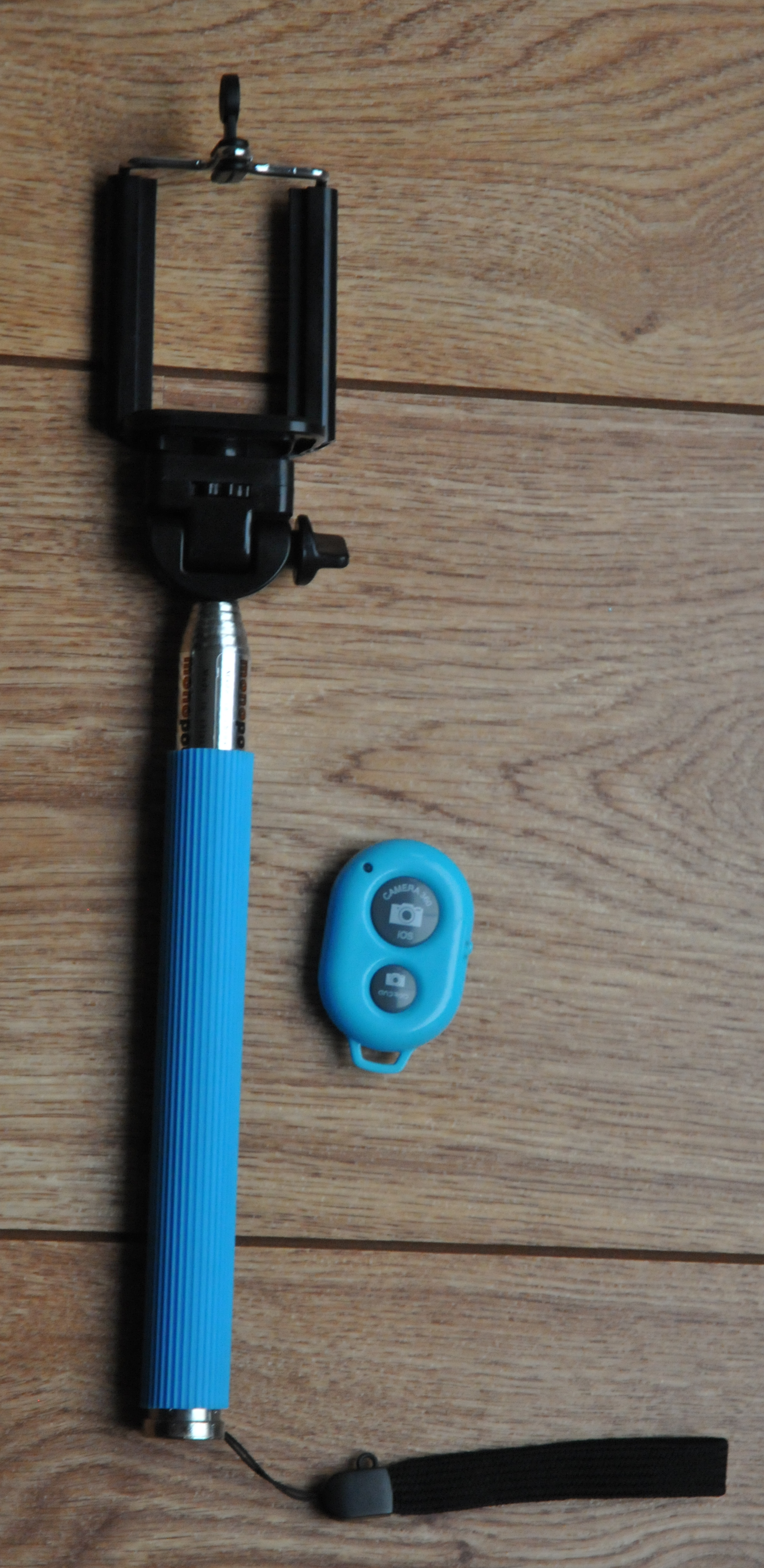
可攜式自拍棒
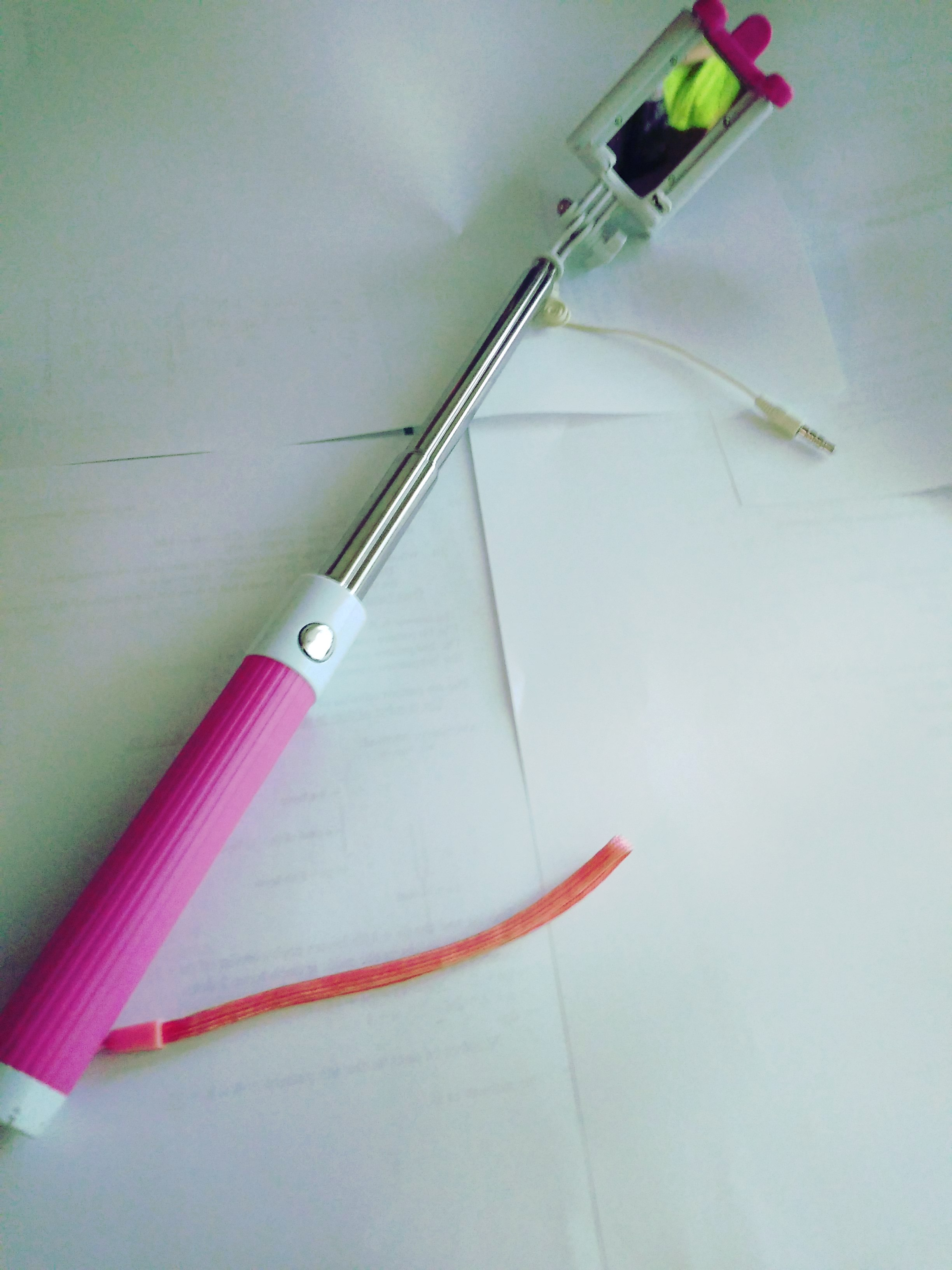
半延伸自拍棒正面
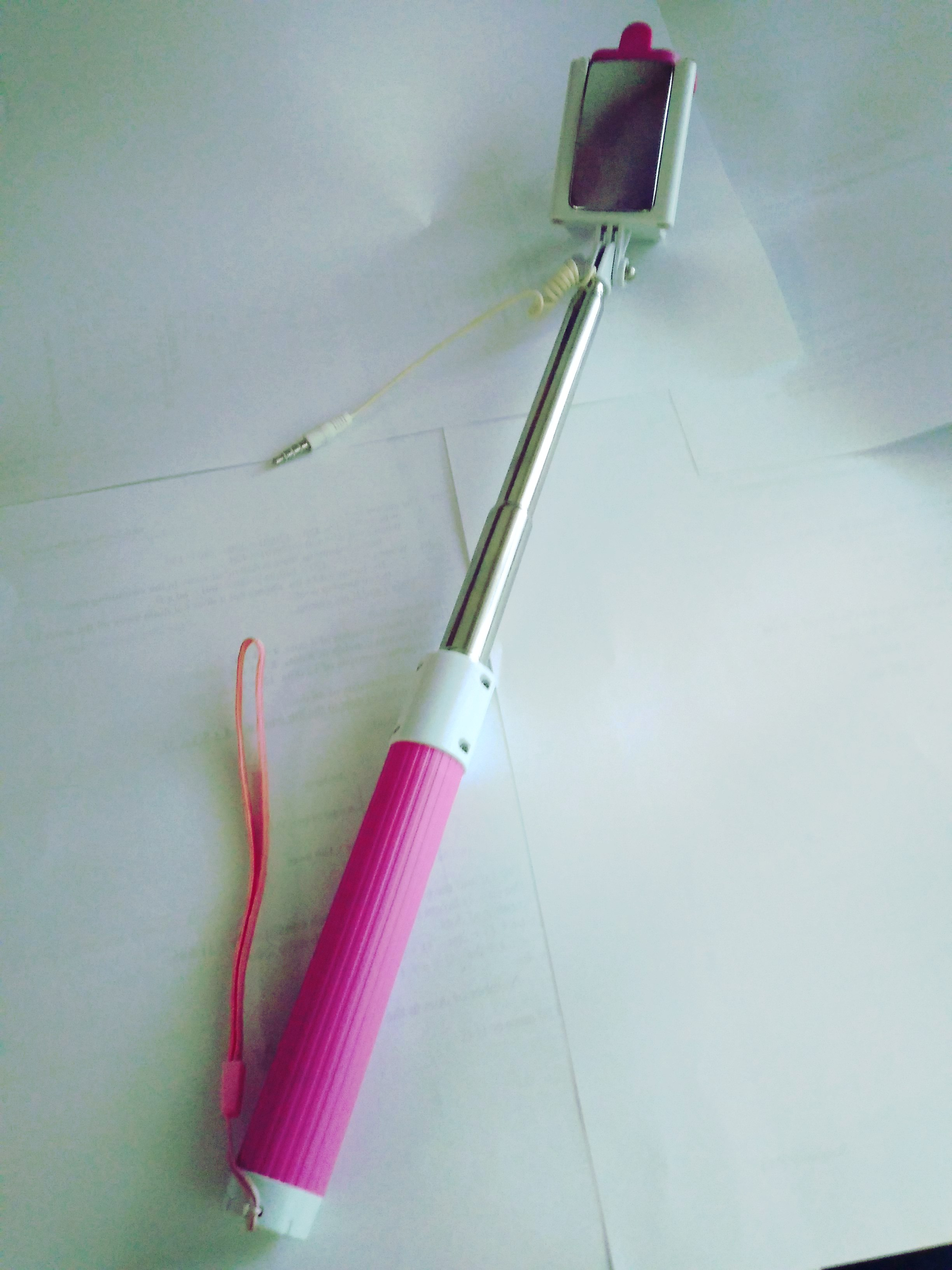
半延伸自拍棒背面